# Slittino ai III Giochi olimpici giovanili invernali
Le gare di slittino dei III Giochi olimpici giovanili invernali di Losanna 2020 si sono svolte dal 17 al 20 gennaio a Sankt Moritz, in Svizzera, sulla pista Olympia Bobrun St. Moritz–Celerina. Sono state disputate cinque gare: singolo e doppio femminili e maschili e una staffetta mista.
Per questa edizione dei Giochi è stata istituita la separazione di genere per la gara del doppio, che sino alle precedente rassegna di Lillehammer 2016 era ambosessi come in tutte le altre competizioni di slittino, e la stessa è stata sostituita da due gare distinte: una per le ragazze e una per i ragazzi.

## Calendario[2]
| Slittino ai III Giochi olimpici giovanili invernali | Slittino ai III Giochi olimpici giovanili invernali | Slittino ai III Giochi olimpici giovanili invernali | Slittino ai III Giochi olimpici giovanili invernali | Slittino ai III Giochi olimpici giovanili invernali | Slittino ai III Giochi olimpici giovanili invernali | Slittino ai III Giochi olimpici giovanili invernali | Slittino ai III Giochi olimpici giovanili invernali | Slittino ai III Giochi olimpici giovanili invernali | Slittino ai III Giochi olimpici giovanili invernali | Slittino ai III Giochi olimpici giovanili invernali | Slittino ai III Giochi olimpici giovanili invernali |
| Gennaio 2020                                        | 11                                                  | 12                                                  | 13                                                  | 14                                                  | 15                                                  | 16                                                  | 17                                                  | 18                                                  | 19                                                  | 20                                                  | Totale                                              |
| --------------------------------------------------- | --------------------------------------------------- | --------------------------------------------------- | --------------------------------------------------- | --------------------------------------------------- | --------------------------------------------------- | --------------------------------------------------- | --------------------------------------------------- | --------------------------------------------------- | --------------------------------------------------- | --------------------------------------------------- | --------------------------------------------------- |
| Ragazze                                             | Prove ufficiali Singolo                             | Prove ufficiali Doppio                              | Prove ufficiali Singolo                             | Prove ufficiali Doppio                              | Prove ufficiali Singolo                             | Prove ufficiali Doppio                              | 1ª e 2ª manche Singolo                              | 1ª e 2ª manche Doppio                               |                                                     |                                                     | 2                                                   |
| Ragazzi                                             | Prove ufficiali Doppio                              | Prove ufficiali Singolo                             | Prove ufficiali Doppio                              | Prove ufficiali Singolo                             | Prove ufficiali Doppio                              | Prove ufficiali Singolo                             | 1ª e 2ª manche Doppio                               | 1ª e 2ª manche Singolo                              |                                                     |                                                     | 2                                                   |
| Misti                                               |                                                     |                                                     |                                                     |                                                     |                                                     |                                                     |                                                     |                                                     | Prove ufficiali                                     | Staffetta mista                                     | 1                                                   |
| Totale                                              | Totale                                              | Totale                                              | Totale                                              | Totale                                              | Totale                                              | Totale                                              | 2                                                   | 2                                                   |                                                     | 1                                                   | 5                                                   |

## Podi

### Ragazze
| Evento           | Oro                                           | Tempo    | Argento                             | Tempo    | Bronzo                                   | Tempo    |
| Singolo dettagli | Merle Fräbel                                  | 1'49"687 | Jessica Degenhardt                  | 1'49"895 | Djana Loginova                           | 1'49"966 |
| Doppio dettagli  | Germania Jessica Degenhardt Vanessa Schneider | 1'51"443 | Canada Caitlin Nash Natalie Corless | 1'52"709 | Lettonia Viktorija Ziediņa Selīna Zvilna | 1'53"043 |

### Ragazzi
| Evento           | Oro                                    | Tempo    | Argento                              | Tempo    | Bronzo                                | Tempo    |
| Singolo dettagli | Gints Bērziņš                          | 1'48"045 | Pavel Repilov                        | 1'48"229 | Timon Grancagnolo                     | 1'48"836 |
| Doppio dettagli  | Germania Moritz Jäger Valentin Steudte | 1'49"649 | Lettonia Kaspars Rinks Ardis Liepiņš | 1'49"951 | Russia Michail Karnauchov Jurij Čirva | 1'50"325 |

### Misti
| Evento                   | Oro                                                                | Tempo    | Argento                                                               | Tempo    | Bronzo                                                             | Tempo    |
| Staffetta mista dettagli | Russia Djana Loginova Pavel Repilov Michail Karnauchov Jurij Čirva | 2'54"072 | Germania Merle Fräbel Timon Grancagnolo Moritz Jäger Valentin Steudte | 2'54"622 | Lettonia Justīne Maskale Gints Bērziņš Kaspars Rinks Ardis Liepiņš | 2'54"954 |

## Medagliere
| Pos.   | Paese    | Oro | Argento | Bronzo | Totale |
| ------ | -------- | --- | ------- | ------ | ------ |
| 1      | Germania | 3   | 2       | 1      | 6      |
| 2      | Lettonia | 1   | 1       | 2      | 4      |
| 2      | Russia   | 1   | 1       | 2      | 4      |
| 4      | Canada   | 0   | 1       | 0      | 1      |
| Totale | Totale   | 5   | 5       | 5      | 15     |